# 셸리 맥너마라
셸리 맥너마라(영어: Shelley McNamara , 1952년 ~ )는 아일랜드의 건축가이다. 2020년 3월 동료인 이본 패럴과 함께 프리츠커상을 수상하였다. 2004년 자하 하디드에 이은 두 번째 여성 수상자이며, 2010년 세지마 가즈요와 2017년 카르메 피겜에 이은 세 번째 공동 수상 사례이다.
그녀는 이본 패럴과 더블린 건축대학원에서 만났다. 졸업 후 1978년 그래프턴 건축사무소(Grafton Architects)를 공동 설립하여 운영하면서 아일랜드, 영국, 프랑스, 페루, 이탈리아 등 유럽과 남미에서 학교와 관공서 등 공공건축물 설계를 중심으로 협업을 계속해 왔다. 2008년 바르셀로나에서 열린 세계건축축제에서 올해의 세계 건축상을, 2012년 베네치아 비엔날레 건축전에서 은사자상을 받으면서 세계 건축계에 본격적으로 이름을 알렸다. 뒤이어 2018년 베네치아 비엔날레 총감독을 함께 맡으면서 '자유공간'이란 주제 아래 '지구를 작업의 의뢰인으로 삼는다'는 건축 구상으로 주목을 받았다. 더블린의 노스킹스트리트 공동주택(2000), 페루 리마의 공업기술대(UTEC) 캠퍼스(2015)가 그녀들의 대표적 건축물이다.